# Carlos Palacios Pérez
Carlos Sabino Palacios Pérez (San Isidro, Lima; 31 de diciembre de 1954) es un ingeniero peruano. Fue ministro de Energía y Minas del Perú, desde el 8 de febrero hasta el 22 de mayo de 2022; en el gobierno de Pedro Castillo.

## Biografía
Carlos Sabino nació en Perú.
Fue el director regional de Energía y Minas de Junín.

## Vida política
Es afiliado al partido político Perú Libre.

### Ministro de Estado
El 8 de febrero de 2022, fue nombrado y posesionado por el presidente Pedro Castillo, como Ministro de Energía y Minas del Perú. Mantuvo este cargo hasta el 22 de mayo del mismo año.